# امینتیلپیپرازین
امینتیلپیپرازین (به انگلیسی: Aminoethylpiperazine) یک ترکیب شیمیایی با شناسه پاب‌کم ۸۷۹۵ است. شکل ظاهری این ترکیب، مایع بی رنگ تا متمایل به زرد است.